# Zacharjáš (biblická jména)
Jméno Zacharjáš (זְכַרְיָה etymologicky יְהַוֶּה זָכָר "Hospodin pamatoval") nebo jeho obdoby je v Bibli zmíněno celkem 31krát.
1. Zachariáš, král izraelský, syn Jeroboáma (2Kr 14, 29 (Kral, ČEP)), vládl půl roku, zabit Šalúmem, synem Jábeše (2Kr 15, 8 – 15, 11 (Kral, ČEP)).
2. Zeker či Zekarjáš, ze seznamu Benjamínovců sídlících v Gibeónu, syn otce Jeíela a maty Makky (1Pa 8, 31 (Kral, ČEP); 1Pa 9, 37 (Kral, ČEP)).
3. Zekarjáš, syn Mešelemjášův, vrátný při vchodu do stanu setkávání (1Pa 9, 21 (Kral, ČEP); 1Pa 26, 2 (Kral, ČEP)) a prozíravý rádce (1Pa 26, 14 (Kral, ČEP)).
4. Zakarjáš/Zekarjáš, levita, současník krále Davida, doprovázel vysoký zpěv na harfu (1Pa 15, 18 – 15, 20 (Kral, ČEP)), zástupce představeného Asafa (1Pa 16, 5 (Kral, ČEP)) při přenesení schrány do Jeruzaléma.
5. Zekarjáš, levita, syn Jišijáše/Iziáše, současník krále Davida (1Pa 24, 25 (Kral, ČEP)).
6. Zachariáš, kněz, který spolu s dalšími troubil na trouby před truhlou úmluvy při jejím přenášení (1Pa 15, 24 (Kral, ČEP)).
7. Zachariáš, levita z čeledi Merariovy, čtvrtý z třinácti synů Chosových (1Pa 26, 10 (Kral, ČEP)).
8. Zachariáš, otec Iddoa, který byl správcem nad polovicí pokolení Manassesova (1Pa 27, 21 (Kral, ČEP)), současník krále Davida.
9. Zachariáš, levita, syn Benaiáše, vnuk Jehielův, pravnuk Mataniášův, potomek Azafův a otec Jachaziele z doby Jozafatovy (2Pa 20, 14 (Kral, ČEP)).
10. Zachariáš, Judský kníže, kterého Jozafat ve třetím roce svého království vyslal učit zákon v judských městech (2Pa 17, 7 (Kral, ČEP)).
11. Zachariáš, čtvrtý syn krále Jozafata (2Pa 21, 2 (Kral, ČEP)).
12. Zachariáš, syn kněze Joiady, který žil v době Joasova království v Judstvu, nabádal lid aby nepřestupoval přikázání Hospodinova a byl ukamenován po spiknutí a na králův rozkaz na chrámovém nádvoří. (2Pa 24, 20 (Kral, ČEP)). Podle slovníku Adolfa Novotného se na tohoto Zachariáše vztahuje výrok Ježíše (Lk 11, 51 (Kral, ČEP)), viz níže nejednoznačnost.
13. Zachariáš, rozumějícího Božímu vidění (2Pa 5, 7 (Kral, ČEP)), současník judského krále Uziáše.
14. Zachariáš, kníže z pokolení Rubenova v době assyrského zajetí (1Pa 5, 7 (Kral, ČEP))
15. Zachariáš, syn Jeberechiáše, kterého si vzal za svědka prorok Izaiáš (Iz 8, 2 (Kral, ČEP)).
16. Zachariáš, otec Abie, matky krále Ezechiáše, který byl synem Judského krále Achasa (2Kr 18, 1 (Kral, ČEP)).
17. Zachariáš, levita, syn Azafa, současník krále Ezechiáše. Patřil mezi levity, kteří povstali a na rozkaz krále vyčistili chrám od modlářství (2Pa 29, 13 (Kral, ČEP)).
18. Zachariáš, levita z čeledi Kahat, dohlížel na práci při opravách chrámu za krále Joziáše (2Pa 34, 12 (Kral, ČEP)).
19. Zekarjáš, kníže a pravděpodobně i kněz za vlády Joziáše, kdo obětoval mnoho ze svých stád (2Pa 35, 8 (Kral, ČEP)).
20. Zekarjáš, Judovec z rodu Párese (Fárese), který se usadil v Jeruzalémě po návratu ze zajetí (Neh 11, 4 (Kral, ČEP)).
21. Zekarjáš, jiný Judovec z rodiny Silonovy (Šilonovy), který se usadil v Jeruzalémě po návratu ze zajetí (Neh 11, 5 (Kral, ČEP)).
22. Zekarjáš, kněz z rodiny Malkiáše (Neh 11, 12 (Kral, ČEP))
23. Zekarjáš, potomek Sechaniáše (Šekanjáše) z rodu Párese (Fárese), vrátil se z Babylona spolu s Ezdrášem (Ezd 8, 3 (Kral, ČEP)).
24. Zekarjáš, syn Bebaiův, vrátil se ze zajetí s Ezdrášem. (Ezd 8,11).
25. Zekarjáš, jeden z předáků lidu vyslaný Ezdrášem ke knížeti Iddovi v Chasifia, k zajištění dostatečného počtu levitů a Netinejských pro navrátilce z Babylona (Ezd 8, 16 (Kral, ČEP)).
26. Zekarjáš, stojící po boku Ezdrášově při čtení Božího zákona (Neh 8, 4 (Kral, ČEP)).
27. Zekarjáš, syn Elamův, který zapudil svou pohanskou manželku na pokyn Ezdráše (Ezd 10, 26 (Kral, ČEP)).
28. Zekarjáš, syn Jonatanův a potomek Azafův, levita, který vedl oddíl hudebníků (Neh 12, 35 (Kral, ČEP)).
29. Zekarjáš, kněz, trubač při posvěcení zdí Jeruzaléma (Neh 12, 41 (Kral, ČEP)).
30. Zekarjáš, kněz z čeledi Iddovy v době velekněze Joiakima (Neh 12, 16 (Kral, ČEP)).
31. Zachariáš, otec Jana Křitele (Lk 1, 5 (Kral, ČEP)), (Lk 1, 13 (Kral, ČEP)), (Lk 1, 36 (Kral, ČEP)), (Lk 1, 39 (Kral, ČEP)), (Lk 1, 68 (Kral, ČEP)),

## Nejednoznačnost
Předmětem křesťanské polemiky se stává identita Zachariáše zmíněného Ježíšem při promluvě k farizeům dle Matouše (Mt 23, 29 – 23, 35 (Kral, ČEP)) a (znovu) Lukáše (Lk 11, 47 – 11, 52 (Kral, ČEP)), není však zcela zřejmé, zda jde o téhož Zachariáše. Podle obou byl zabit farizeji mezi oltářem a svatyní (chrámem). Mnohé prameny ztotožňují tohoto Zacharijáše s tím, který byl ukamenován na chrámovém nádvoří (2Pa 24, 20 (Kral, ČEP)), synem velekněze Joiady . Matoušovo evangelium by naopak ukazovalo na proroka Zacharjáše, syna Berekjáše, proroka z knihy Zachariáš.